# Сердон (Ен)
Сердон (фр. Cerdon) је насељено место у Француској у региону Рона-Алпи, у департману Ен (Рона-Алпи).
По подацима из 2011. године у општини је живело 741 становника, а густина насељености је износила 60,24 становника/km².

## Демографија
| 1962. | 1968. | 1975. | 1982. | 1990. | 2011. |
| ----- | ----- | ----- | ----- | ----- | ----- |
| 709   | 724   | 652   | 647   | 672   | 741   |